# جو کاپیلانو
جو کاپیلانو (به انگلیسی: Joe Capilano) (۱۸۵۰–۱۹۱۰) همچنین شناخته شده به نام جو متیاس یکی از رهبران اسکوامیش است که او را سواپولاک (به انگلیسی: Sahp-luk) می‌نامیدند. او سال‌ها برای احقاق حقوق و حفاظت از سبک زندگی مردم بومی بریتیش کلمبیای کانادا جنگید.
او در سال ۱۹۰۶ همراه با دو تن از رؤسای قبایل دیگر به اتاوا و پس از آن برای دیدار با پادشاه وقت کانادا، ادوارد هفتم، به لندن سفر کرد تا از نیاز اقوام بومی به حل و فصل ادعای ارضی در بریتیش کلمبیا صحبت کند. جو کاپیلانو در سال ۱۹۱۰ در اثر بیماری سل درگذشت.

## زندگی
سواپولاک در سال ۱۸۵۰، زمانی متولد شد که مردم قبیلهٔ اسکوامیش هنوز بر اساس آیین‌های سنتی‌شان زندگی می‌کردند. زندگی او بیانگر تغییرات عظیمی بود که با ورود اروپاییان به سرزمین‌های قبیله‌اش در نیمهٔ دوم قرن نوزدهم اتفاق افتاد.
اطلاعات بسیار کمی از سال‌های اولیهٔ زندگی کپیلانو وجود دارد، اما بدون شک به‌عنوان پسربچه‌ای که در قبایل بومی متولدشده، نوجوانی خود را صرف ماهیگیری و شکار کرد و با توجه به رسوم قبیله در دوران نوجوانی در جستجو برای درک روح بزرگ طبیعت مدتی را در جنگل گذراند، اما اتفاقاتی که بعدها رخ داد باعث شد مسیر زندگی معنوی او تغییر کند. با ورود اروپاییان و مبلغان مسیحی به لوئر مین‌لند در دهه ۱۸۶۰، سواپولاک به‌شدت تحت تأثیر آموزه‌های مسیحیت قرار گرفت. او غسل تعمید داده شد و با «مری اگنس لیخولوت» ازدواج کرد. در این زمان او در پایگاهی ویژهٔ مبلغان مسیحی در نورث ونکوور امروزی سکونت داشت و از طریق کار در یک کارخانهٔ الوار نیازهای خانواده‌اش را تأمین می‌کرد. او یکی از نخستین کسانی بود که به کار در کارخانه چوب‌بری مودیویل پرداخت که هنوز هم در منطقه لویر لانزدل شهر نورث ونکوور فعال است. به دلیل قدرت زیادش سفیدپوستان به او لقب «هایاس جو» (به انگلیسی: Háyas Joe) داده بودند.

## ریاست قبیله
رئیس «لاوا»، یکی از رهبران اصلی اسکوامیش، در سال ۱۸۹۵ از دنیا رفت و هیچ جانشینی برایش وجود نداشت. پس قرعه به نام سواپولاک افتاد تا به‌عنوان رئیس جدید قبیله انتخاب شود، البته بخش اعظم این انتخاب به دلیل نفوذ «پاول دوریو» مبلغ کاتولیک بود. تعدادی زیادی از افراد بومی که علاقه‌ای به آموزه‌های مبلغان مسیحی نداشتند ساکن آن منطقه بودند. دوریو اعتقاد داشت سواپولاک به‌عنوان یک مسیحی معتقد، فردی تأثیرگذار و البته سخنرانی توانا و خوش ذوق، می‌تواند مسیحیت را در میان افراد بومی ترویج کند.
پس از اینکه سواپولاک ریاست قبیله را به عهده گرفت و به میان مردمش بازگشت توانست تعدادی از آن‌ها را به دین مسیحیت دعوت کند، و کلیسای جدیدی برای مردم قبیله‌اش بسازد. بااین‌وجود هنوز مسیحیت آن‌طور که ترویج می‌شد راه خود را در میان مردم بومی پیدا نکرده بود و تازه مسیحیان در کنار افرادی که فقط به باورهای سنتی اعتقاد داشتند زندگی می‌کردند.
پس از این رهبری سواپولاک در میان مردم قبیله تثبیت شد، او سعی کرد بیشتر روی مشکلات و حقوق بومیان تمرکز کند. او سفر خود را به جزیره ونکوور آغاز کرد تا با استفاده از روزنامه‌های ونکوور، دیگران را بیشتر با قبیله‌اش و بومیان کانادا آشنا کند. او به این مسئله که مردم بومی بخش اعظمی از زمین‌های خود را از دست داده‌اند مخالفت کرد و به‌شدت نسبت به قوانینی که شکار و ماهیگیری را برای بومیان محدود می‌کرد، اعتراض داشت. بی‌توجهی مسئولین و عدم جبران خسارات بومیان باعث شد او تصمیمی بگیرد که منجر به شهرتش شد. در سال ۱۹۰۶ او رهبری گروهی را به عهده داشت که با هدف ملاقات حضوری با پادشاه ادوارد هفتم عازم انگلستان شدند.
زمانی که برای عزیمت به انگلستان آماده می‌شدند، نام جدیدی برای سواپولاک برگزیده شد که در طی نسل‌های متمادی برای بومیان اسکوامیش و موسکیم نمادی از احترام بوده، تا برای کسی که قصد ملاقات با پادشاه انگلستان را دارد نام مناسبی تلقی شود. این نام در زبان محلی «کیاپیلانوک» بود که در آن «کیاپ» نامی با اصالت و به معنای رئیس و ریش‌سفید و «لانوک» به معنای مردم و قوم بود؛ این نام در زبان انگلیسی «کاپیلانو» تلفظ می‌شد. از آن هنگام به بعد او را با نام جو کاپیلانو می‌شناختند، اگرچه مردم قبیله همیشه او را سواپولاک خطاب می‌کردند.

## سفر به اتاوا و لندن
این هیئت به اتاوا سفر کرد و در آنجا با نخست‌وزیر «سر ویلفرید لوریر» دیدار کرد و سپس عازم لندن شد. با وجود اینکه برای دیدار با پادشاه، وقت قبلی نداشتند «لرد استراتکونا»، کمیسر عالی کانادا در بریتانیا توانست برای آنان وقت ملاقات بگیرد. درخواست آن‌ها به‌صورت مستقیم به پادشاه ارائه نشد و باید از طریق کانال‌های دیپلماتیک به‌خصوصی عبور می‌کرد. در این درخواست از بومیان حمایت و عنوان شده بود ساکنین امروزی آن بدون کسب اجازهٔ ساکنین اصلی وارد زمین‌ها شده بودند، گفته شده بود که درخواست‌های ارائه‌شده به دولت کانادا بی‌نتیجه بوده و مردم بومی، که حق رأی نداشتند، حتی نمی‌توانستند در مورد مسائلی که به‌شدت روی زندگی‌شان تأثیرگذار بوده اظهارنظر کنند. هنگام بازگشت به کانادا، مردم قبایل استقبال باشکوهی از سواپولاک کردند اما خود او پذیرفته بود که این سفر هیچ دستاورد ملموسی به‌جز شهرت مردم بومی کانادا نداشت. هرچند ملاقات با پادشاه اتفاقی بسیار خوشایندی بود، اما مشکل اصلی مردم بومی بریتیش کلمبیا کنار آمدن با دولت کانادا بود. بااین‌وجود سفر به بریتانیا برای مردم بومی گامی بلند در فرایند اعتراض سیاسی محسوب می‌شد. احتمالاً به دلیل عدم حمایت کشیش‌ها از این سفر بود که سواپولاک پس از بازگشت به کانادا کلیسای کاتولیک رومی را رد کرد و به آن‌ها گفت که دیگر در میان مردم او جایی ندارند.

## مبارزه برای حقوق بومیان
جو کاپیلانو ادامه زندگی خود را وقف تبلیغ برای احقاق حقوق بومیان کرد. در سال ۱۹۰۸ به اتاوا رفت و به رودخانه اسکینا سفر کرد تا با بومیان آن منطقه برای پیگیری حقوقشان صحبت کند. همان‌گونه که انتظار می‌رفت، پس از مدتی سفیدپوستان او را مزاحم تلقی کردند؛ روزنامه‌ای در ونکوور او را «مایه رنجش» توصیف کرده بود و در شمال از مقامات دولتی درخواست می‌شد او را دستگیر و محاکمه کنند. اما او در میان بومیان رهبری مقتدر و آبرومند محسوب می‌شد.

## درگذشت
جو کاپیلانو در ۱۰ مارس ۱۹۱۰ بر اثر ابتلا به سل درگذشت. مراسم خاکسپاری‌اش با حضور تمام رهبران بومی سرزمین‌های مرکزی و جزیرهٔ ونکوور انجام شد.

## میراث
تعدادی از مکان‌های مهم در ساحل شمالی ونکوور به افتخار و یادبود او، نام «کاپیلانو» را برخود دارند. از میان آن‌ها می‌توان دانشگاه کاپیلانو در نورث ونکوور، منطقهٔ حفاظت‌شدهٔ شماره ۵ کاپیلانو در کنار رودخانهٔ کاپیلانو و همچنین دریاچهٔ کاپیلانو که یکی از منابع اصلی تأمین آب ونکوور به‌شمار می‌رود، نام برد. افزون بر آن کوهستان کاپیلانو که در قسمت بالای حوزهٔ آبریز رودخانه قرار دارد، جادهٔ کاپیلانو که یک شاهراه اصلی در طول شرق رودخانه کاپیلانو است که از مناطق حفاظت‌شدهٔ کاپیلانو تا تفرجگاه اسکی کوهستان گروس امتداد دارد، از جمله مکان‌هایی هستند که نام او را بر خود دارند. جادهٔ کاپیلانو تقاطع با خیابان مرین درایو بلافاصله با ادامه حرکت به سمت شمال به پل لایِنز گِیت می‌رسد. در مجاورت نورث ونکوور و در بالای جادهٔ کاپیلانو، ارتفاعات کاپیلانو قرار دارند.
«افسانه‌های ونکوور» که مجموعه‌ای از داستان‌هایی اقوام اولیه کانادا در قسمت‌های ساحل شرقی و به خصوص بومیان اسکوامیش است، توسط پولین جانسون، شاعر کانادایی که اصالتاً موهاک بود، دربارهٔ داستان‌های کاپیلانو نوشته شده‌است.